# Amt Meersburg
Das Amt Meersburg war in napoleonischer Zeit eine Verwaltungseinheit im Großherzogtum Baden. Es bestand von 1810 bis 1813.

## Geschichte

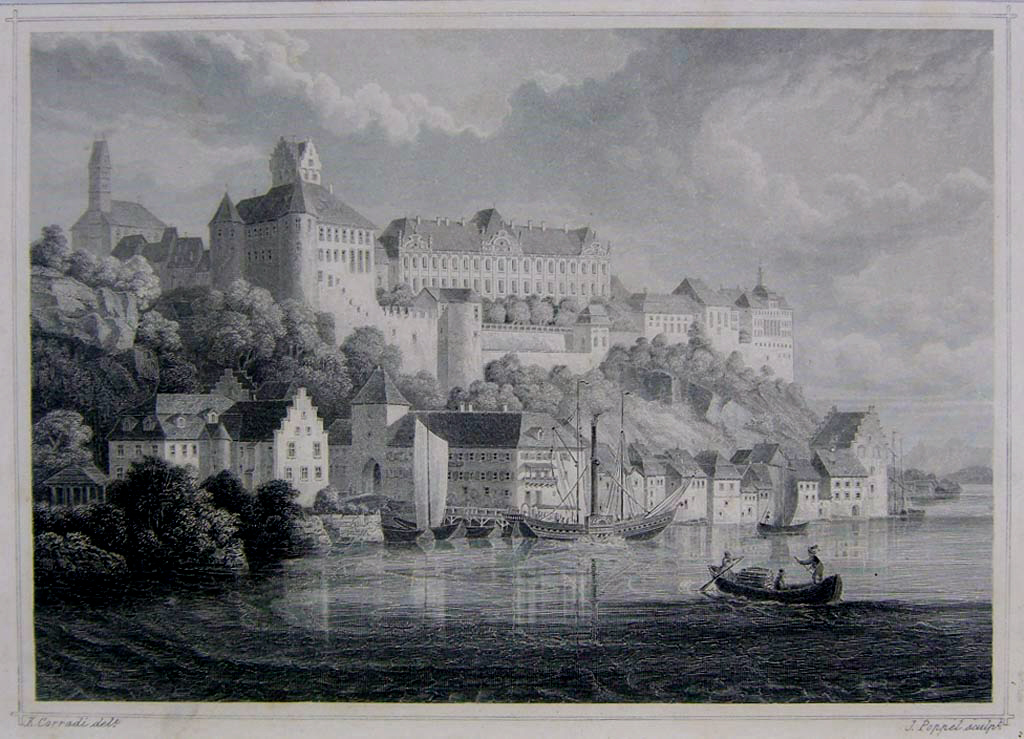
Meersburg im 19. Jahrhundert

Zu Zeiten des Heiligen Römischen Reiches hatte sich ein vom nördlichen Ufer des Bodensees in den angrenzenden Linzgau reichendes Gebiet herausgebildet, das unter der kirchlichen Herrschaft des Hochstifts Konstanz stand. Sein Hauptort war Meersburg, seit 1526 Residenzstadt des Hochstifts. Infolge des Reichsdeputationshauptschlusses 1803 wurden Stadt und Umgebung der badischen Landeshoheit unterstellt. Dessen Regierung bildete daraus zunächst die Obervogtei Meersburg, aus der 1807 das Obervogteiamt Meersburg hervorging.
In Umsetzung des Novemberedikts von 1809 entstand Anfang 1810 aus dem Obervogteiamt das Amt Meersburg. Vorgesehen war auch die Eingliederung des Amtes Markdorf. Im Rahmen der Verwaltungsgliederung des Landes wurde es dem Seekreis mit Sitz in Konstanz zugeordnet. Anders als geplant blieb Markdorf zunächst eigenständig. Die Leitung beider Ämter, in Personalunion, wurde dem Meersburger Obervogt Georg Leopold Schlemmer übertragen. Für Kriminaluntersuchungen zuständig wurde das Amt Überlingen.
Ende 1810 kamen noch, in Bezug auf die allgemeine Verwaltung, vom Amt Salem Kirchberg und vom Amt Heiligenberg Efrizweiler, Kluftern, Immenstaad und Riedheim hinzu. Im September 1811 wurde das Amt Markdorf endgültig aufgelöst und dem Amt Meersburg eingegliedert.
Nachdem die Aufhebung der Patrimonialgerichtsbarkeit 1813 eine einheitliche Zuständigkeit der Ämter ermöglicht hatte, wurde aus dem Amt das Bezirksamt Meersburg.

## Weitere Entwicklung
Das Bezirksamt Meersburg wurde 1857 aufgelöst, seine Ortschaften dem Bezirksamt Überlingen zugeteilt. Aus diesem ging 1939 der Landkreis Überlingen hervor. Bei der Kreisreform 1973 kamen Meersburg und Umgebung zum Bodenseekreis.